# Ourthe
Ourthe (germană Urt) izvorăște din podișul Ardennilor în provincia de sud belgiană Luxemburg. Are cota la izvor de 500 de m, acesta fiind situat pe teritoriul comunei Libramont-Chevigny, după care cursul râului face o serie de cotituri spre nord, și parcurge o distanță de 165 km, se varsă lângă Liège în Meuse.

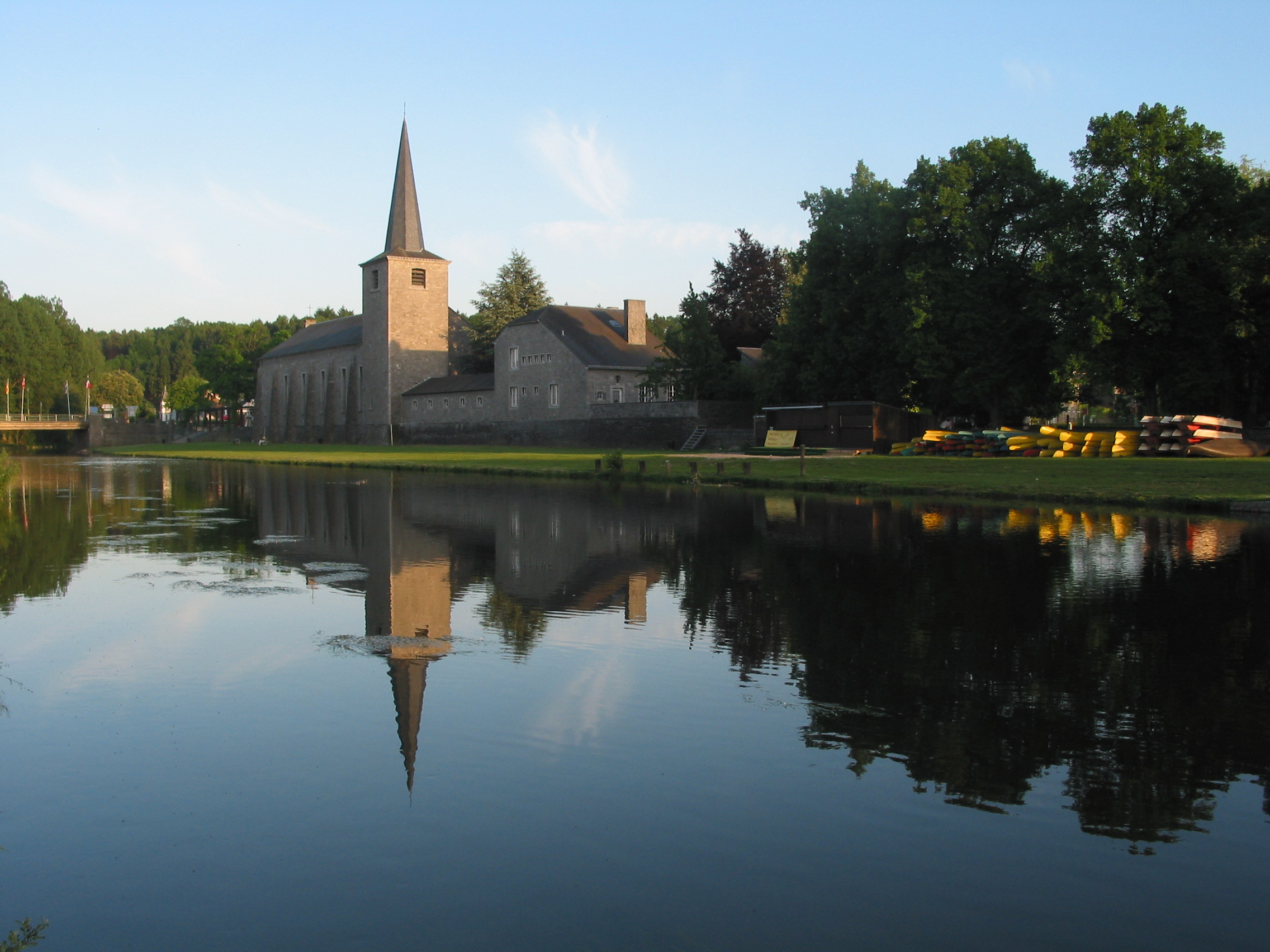
Ourthe la Hotton

Ourthe traversează în cursul său superior localitățile Tenneville și La Roche-en-Ardenne, pe traseul cursului mijlociu: Hotton (cu peșteri renumite), Durbuy, Comblain-au-Pont (unde sunt de asemenea peșteri) și Esneux. Cursul inferior al fluviului este navigabil.
1. ↑  Geographic Names Server, 11 iunie 2018